# Hans Mayer (Politiker)
Hans Mayer (* 28. Juni 1898 in Saalfelden am Steinernen Meer; † 10. August 1966 in Villach) war ein österreichischer Politiker (SPÖ) und Sicherheitsdirektor für Vorarlberg. Mayer war im Jahr 1945 für die SPÖ Mitglied des Vorarlberger Landesausschußes und in diesem mit den Ressorts Verkehrswesen und Wiedergutmachung betraut.

## Leben und Wirken
Hans Mayer wurde am 28. Juni 1898 als Sohn des Eisenbahnbediensteten Johann Mayer und dessen Ehefrau Genoveva in Saalfelden im Bundesland Salzburg geboren. Aufgrund der häufigen dienstlich bedingten Versetzungen seines Vaters wuchs Mayer an verschiedenen Orten in Österreich auf und besuchte daher auch an mehreren Orten die Volksschule. Von 1912 bis 1915 absolvierte er eine Lehre als Dekorationsmaler, ehe er im Jahr 1916 zum Kriegsdienst eingezogen wurde. Nach dem Krieg trat er am 29. Februar 1920 als Maler in die ÖBB-Schifffahrtswerkstätte im Bregenzer Hafen ein. Am 24. Februar 1924 heiratete Hans Mayer die ein Jahr ältere Maria Walker, mit der er in weiterer Folge zwei gemeinsame Kinder hatte. Beruflich war er abwechselnd als Bundesbahnbeamter bei der Schifffahrtsinspektion Bregenz (bis 1940) und Lindau (1940 bis 1945) tätig.
Politisch gehörte Mayer seit 1914 der Sozialdemokratischen Arbeiterpartei (SDAP) an. Nach der Ausschaltung des Parlaments und der Umformung Österreichs zum Ständestaat wurde Hans Mayer Mitglied der regierungstreuen Vaterländischen Front. Nach dem Anschluss Österreichs an das Deutsche Reich beantragte er am 21. März 1939 die Aufnahme in die NSDAP und wurde zum 1. Januar 1940 aufgenommen (Mitgliedsnummer 7.871.104). Trotz dieser politischen Vorbelastung wurde Mayer am 24. Mai 1945 für die SPÖ als Teil des provisorischen, von der alliierten Besatzungsmacht eingesetzten, Vorarlberger Landesausschußes angelobt und in diesem mit den Ressorts Verkehrswesen und Wiedergutmachung beauftragt. Mit der ersten freien Landtagswahl in Vorarlberg 1945 wurde der Landesausschuss aufgelöst und eine ordentliche Vorarlberger Landesregierung angelobt, der Mayer in weiterer Folge nicht mehr angehörte. Am 11. Dezember 1945 wurde er zum Sicherheitsdirektor für das Bundesland Vorarlberg bestellt, was er bis zum 30. Juni des Folgejahrs blieb. Anschließend war er genau ein Jahr lang Stellvertretender Sicherheitsdirektor und danach bis zu seiner Pensionierung 1959 Fachinspektor der Sicherheitsdirektion. Hans Mayer starb am 10. August 1966 während eines Urlaubs in Villach im Bundesland Kärnten.